# Aghitu
Aghitu – wieś w Armenii, w prowincji Sjunik. W 2011 roku liczyła 436 mieszkańców.